# Yoo Young-jin
Đây là một tên người Triều Tiên, họ là Yoo.
Yoo Nam-yong (tiếng Hàn Quốc: 유남용, sinh ngày 10 tháng 4 năm 1971), thường được biết đến với nghệ danh Yoo Young-jin (tiếng Hàn Quốc: 유영진), là một nam nhạc sĩ, ca sĩ, nhà sản xuất thu âm kiêm giảng viên thanh nhạc người Hàn Quốc.
Từng là một trong những trụ cột quan trọng của SM Entertainment, ông đã sáng tác và sản xuất nhiều bài hát cho các nghệ sĩ trực thuộc công ty này gồm H.O.T., S.E.S., BoA, Shinhwa, Fly to the Sky, TVXQ, The Grace, Super Junior, Girls' Generation, SHINee, f(x), EXO, Red Velvet, NCT và aespa.

## Tiểu sử
Yoo Young-jin có tên khai sinh là Yoo Nam-yong, ông sinh ra tại Gochang, Bắc Jeolla, Hàn Quốc vào ngày 10 tháng 4 năm 1971 trong gia đình có hai em trai và hai em gái. Từng tốt nghiệp tại Trường Trung học Nghệ thuật Jeonju, ông có một em trai tên là Yoo Han-jin (sinh ngày 7 tháng 12 năm 1974), người từng làm việc tại SM Entertainment với vai trò là nhạc sĩ.

## Sự nghiệp
Yoo Young-jin bắt đầu sự nghiệp ca hát của mình vào năm 1993 với album phòng thu đầu tay có tựa đề là Blues In Rhythm, theo sau là Blue Rhythm vào năm 1995. Năm 2001, ông đã phát hành album phòng thu thứ ba có tên Agape, bao gồm 15 bài hát, trong đó có ca khúc Dear My Family do ông và các nghệ sĩ của SM Entertainment biểu diễn.
Từ năm 1996, ông trở thành thành viên trụ cột của công ty SM Entertainment và đã cho ra mắt nhiều ca khúc của các nghệ sĩ trực thuộc công ty này, cho đến khi chia tay vào tháng 3 năm 2023 sau khi công ty diễn ra vụ tranh chấp quyền sở hữu và thay đổi nhân sự. Năm 2024, ông tái xuất với âm nhạc khi gia nhập A2O Entertainment, công ty do Lee Soo-man sáng lập sau khi chia tay SM.
Với những đóng góp lớn trong ngành âm nhạc Hàn Quốc, Yoo Young-jin được Billboard vinh danh khi được xếp vào top 50 nhà sản xuất âm nhạc vĩ đại nhất thế kỷ 21 cùng với Teddy Park.

## Danh sách đĩa nhạc
- Tháng 8, 1993: Blues In Rhythm Album
- Tháng 9, 1995: Blue Rhythm
- Tháng 3, 2001: ...지애(之愛) (Agape)

### Sáng tác - Sản xuất
- Tháng 9, 2009: "Super Girl" - Super Girl của Super Junior-M[7]
- Tháng 12, 2010: "Beautiful Girls" (bonus track) - Into the New World của Girls' Generation
- Tháng 11, 2020: "Black Mamba" - của aespa

### Sản xuất nhạc
| Ngày phát hành | Bài hát                                                   | Ca sĩ                                            | Album                                                | Sản xuất với |      |      |      |
| 1996           | 1996                                                      | 1996                                             | 1996                                                 | 1996 | 1996 | 1996 | 1996 |
| -------------- | --------------------------------------------------------- | ------------------------------------------------ | ---------------------------------------------------- | --- | ---- | ---- | ---- |
| 09/07          | "전사의 후예(폭력시대) (Warrior's Descendant)"            | H.O.T.                                           | We Hate All Kinds of Violence                        | — |      |      |      |
| 09/07          | "너는 Fast 나는 Slow (You're Fast I'm Slow)"              | H.O.T.                                           | We Hate All Kinds of Violence                        | — |      |      |      |
| 09/07          | "내가 필요할 때 (소년, 소녀 가장에게) (When You Need Me)" | H.O.T.                                           | We Hate All Kinds of Violence                        | — |      |      |      |
| 1997           |                                                           |                                                  |                                                      | |      |      |      |
| 07/11          | "Go! H.O.T!"                                              | H.O.T.                                           | Wolf and Sheep                                       | — |      |      |      |
| 07/11          | "늑대와 양 (Wolf and Sheep)"                              | H.O.T.                                           | Wolf and Sheep                                       | — |      |      |      |
| 07/11          | "자유롭게 날 수 있도록 (Free to Fly)"                     | H.O.T.                                           | Wolf and Sheep                                       | — |      |      |      |
| 07/11          | "We Are the Future"                                       | H.O.T.                                           | Wolf and Sheep                                       | — |      |      |      |
| 07/11          | "열등감 (The End of my Inferiority Complex)"              | H.O.T.                                           | Wolf and Sheep                                       | — |      |      |      |
| 11/01          | "I'm Your Girl"                                           | S.E.S.                                           | I'm Your Girl                                        | — |      |      |      |
| 11/01          | "완전한 이유"                                             | S.E.S.                                           | S.E.S.                                               | — |      |      |      |
| 1998           |                                                           |                                                  |                                                      | |      |      |      |
| 05/05          | "해결사 (The Solver)"                                     | Shinhwa                                          | Resolver                                             | — |      |      |      |
| 05/05          | "으쌰! 으쌰! (Eusha! Eusha!)"                             | Shinhwa                                          | Resolver                                             | — |      |      |      |
| 09/09          | "열맞춰! (Line up!)"                                      | H.O.T.                                           | Resurrection                                         | Groovie K(Kim Sung-soo) |      |      |      |
| 09/09          | "우리들의 맹세 (The Promise of H.O.T)"                    | H.O.T.                                           | Resurrection                                         | — |      |      |      |
| 11/27          | "Shy Boy"                                                 | S.E.S.                                           | Sea & Eugene & Shoo                                  | — |      |      |      |
| 1999           |                                                           |                                                  |                                                      | |      |      |      |
| 04/04          | "T.O.P. (Twinkling of Paradise)"                          | Shinhwa                                          | T.O.P                                                | — |      |      |      |
| 04/04          | "악동보고서 (Yo!)"                                        | Shinhwa                                          | T.O.P                                                | Groovie K(Kim Sung-soo) |      |      |      |
| 09/15          | "Iyah!"                                                   | H.O.T.                                           | Iyah!                                                | Groovie K |      |      |      |
| 09/15          | "The Way That You Like Me"                                | H.O.T.                                           | Iyah!                                                | Yoo Han-jin |      |      |      |
| 11/27          | "Twilight Zone"                                           | S.E.S.                                           | Love                                                 | — |      |      |      |
| 11/27          | "Love"                                                    | S.E.S.                                           | Love                                                 | — |      |      |      |
| 2000           |                                                           |                                                  |                                                      | |      |      |      |
| 03/27          | "Only one"                                                | Shinhwa                                          | Only one                                             | — |      |      |      |
| 08/25          | "ID; Peace B"                                             | BoA                                              | ID; Peace B                                          | — |      |      |      |
| 12/30          | "Be Natural"                                              | S.E.S.                                           | A Letter from Greenland                              | — |      |      |      |
| 12/30          | "I Will..."                                               | S.E.S.                                           | A Letter from Greenland                              | — |      |      |      |
| 2001           |                                                           |                                                  |                                                      | — |      |      |      |
| 06/28          | "Wild Eyes"                                               | Shinhwa                                          | Hey, Come On!                                        | — |      |      |      |
| 12/04          | "Angel Eyes"                                              | SM Town                                          | Christmas Winter Vacation in SMTown.com – Angel Eyes | — |      |      |      |
| 2002           |                                                           |                                                  |                                                      | |      |      |      |
| 03/29          | "Perfect Man"                                             | Shinhwa                                          | Perfect Man                                          | — |      |      |      |
| 12/27          | "Neoui Gyeolhonsik (Wedding)"                             | Shinhwa                                          | Wedding                                              | — |      |      |      |
| 12/27          | "중독 (Deep Sorrow)"                                      | Shinhwa                                          | Wedding                                              | — |      |      |      |
| 12/27          | "Hiway (Ride With Me)"                                    | Shinhwa                                          | Wedding                                              | — |      |      |      |
| 04/06          | "Sea of Love"                                             | Fly to the Sky                                   | Sea of Love                                          | — |      |      |      |
| 04/06          | "Sea of Love (Fany Ver.)"                                 | Hwanhee                                          | Sea of Love                                          | — |      |      |      |
| 2003           |                                                           |                                                  |                                                      | |      |      |      |
| 10/01          | "길들이기 (Friend VS Lover)"                              | Dana                                             | 남겨둔 이야기                                        | — |      |      |      |
| 2004           |                                                           |                                                  |                                                      | |      |      |      |
| 10/13          | "Tri-Angle"                                               | TVXQ ft. BoA & TRAX                              | Tri-Angle                                            | Groovie K(Kim Sung-soo) |      |      |      |
| 10/13          | "Million Men"                                             | TVXQ                                             | Tri-Angle                                            | — |      |      |      |
| 2005           |                                                           |                                                  |                                                      | |      |      |      |
| 06/23          | "Girls on Top"                                            | BoA                                              | Girls on Top                                         | — |      |      |      |
| 09/05          | "Rising Sun (순수)"                                       | TVXQ                                             | Rising Sun                                           | — |      |      |      |
| 09/05          | "Dangerous Mind"                                          | TVXQ                                             | Rising Sun                                           | — |      |      |      |
| 11/06          | "Twins (Knock Out)"                                       | Super Junior                                     | Twins                                                | Yoo Han-jin |      |      |      |
| 2006           |                                                           |                                                  |                                                      | |      |      |      |
| 05/19          | "Scandal"                                                 | Kangta & Vanness                                 | Scandal                                              | Yoo Han-jin |      |      |      |
| 05/19          | "Good Vibration"                                          | Kangta & Vanness                                 | Scandal                                              | — |      |      |      |
| 06/01          | "동방의 투혼 (Fighting Spirit of Dong Bang)"              | TVXQ                                             | Fighting Spirit of Dong Bang                         | |      |      |      |
| 07/28          | "Beautiful Thing"                                         | TVXQ (Xiah Junsu)                                | 극장드라마 Vacation OST                              | |      |      |      |
| 09/02          | ""O"-正.反.合. ("O"-Jung.Ban.Hap.)"                       | TVXQ                                             | "O"-Jung.Ban.Hap.                                    | |      |      |      |
| 11/03          | "My Everything"                                           | The Grace                                        | My Everything                                        | |      |      |      |
| 2007           |                                                           |                                                  |                                                      | |      |      |      |
| 05/04          | "女友 (그녀들의 수다) Girlfriends (Their Talking)"        | The Grace                                        | One More Time, OK?                                   | |      |      |      |
| 05/04          | "RENEW"                                                   | The Grace                                        | One More Time, OK?                                   | |      |      |      |
| 09/20          | "Don't Don"                                               | Super Junior                                     | Don't Don                                            | Groovie K(Kim Sung-soo) |      |      |      |
| 09/20          | "갈증 (A Man In Love)"                                    | Super Junior                                     | Don't Don (Repackage)                                | |      |      |      |
| 2008           |                                                           |                                                  |                                                      | |      |      |      |
| 01/15          | "Purple Line"                                             | TVXQ                                             | Purple Line                                          | |      |      |      |
| 03/03          | "Star Wish (I Will)"                                      | Zhang Liyin                                      | I Will                                               | |      |      |      |
| 03/03          | "One More Try"                                            | Zhang Liyin                                      | I Will                                               | |      |      |      |
| 09/26          | "HEY! (Don't Bring Me Down)"                              | TVXQ                                             | MIROTIC                                              | |      |      |      |
| 09/26          | "악녀 (Are You a Good Girl?)"                             | TVXQ                                             | MIROTIC                                              | |      |      |      |
| 09/01          | "The Shinee World (Doo-Bop)"                              | SHINee                                           | The Shinee World                                     | |      |      |      |
| 10/21          | "Neo Animyeon Andoeneun Geol (Romantic)"                  | SHINee                                           | The Shinee World (Repackage)                         | |      |      |      |
| 2009           |                                                           |                                                  |                                                      | |      |      |      |
| 03/12          | "Sorry, Sorry"                                            | Super Junior                                     | Sorry, Sorry                                         | |      |      |      |
| 03/17          | "Girls on Top"                                            | BoA                                              | BoA                                                  | |      |      |      |
| 06/29          | "Tell Me Your Wish"                                       | Girls' Generation                                | Tell Me Your Wish                                    | |      |      |      |
| 09/14          | "Super Girl"                                              | Super Junior-M                                   | Super Girl                                           | |      |      |      |
| 10/09          | "不愛．請閃開 (Goodbye. Bye Bye)"                         | Elva Hsiao                                       | Diamond Candy                                        | |      |      |      |
| 10/22          | "Ring Ding Dong"                                          | SHINee                                           | 2009, Year of Us                                     | |      |      |      |
| 12/14          | "Sorry, Sorry-Answer"                                     | Super Junior                                     | The 2nd Asia Tour Concert : Super Show 2             | |      |      |      |
| 2010           |                                                           |                                                  |                                                      | |      |      |      |
| 05/10          | "미인아 (BONAMANA)"                                       | Super Junior                                     | Bonamana                                             | |      |      |      |
| 07/19          | "Lucifer"                                                 | SHINee                                           | Lucifer                                              | Ryan Jhun, Adam Kapi, BEBE REXHA |      |      |      |
| 09/13          | "Breaka Shaka"                                            | Kangta                                           | The First Digital Single                             | |      |      |      |
| 11/29          | "Hot Times"                                               | SM The Ballad                                    | SM The Ballad Vol. 1                                 | |      |      |      |
| 2011           |                                                           |                                                  |                                                      | |      |      |      |
| 01/11          | "왜 (Keep Your Head Down)"                                | TVXQ                                             | Keep Your Head Down                                  | Yoo Han-jin |      |      |      |
| 01/11          | "Maximum"                                                 | TVXQ                                             | Keep Your Head Down                                  | |      |      |      |
| 03/16          | "이것만은 알고가 독백 (Before U Go – Monologue)"          | TVXQ                                             | Keep Your Head Down (Repackage)                      | |      |      |      |
| 03/16          | "이것만은 알고가 (Before U Go)"                           | TVXQ                                             | Keep Your Head Down (Repackage)                      | |      |      |      |
| 08/01          | "Mr. Simple"                                              | Super Junior                                     | Mr. Simple                                           | |      |      |      |
| 08/22          | "Superman"                                                | Super Junior                                     | Mr. Simple                                           | |      |      |      |
| 09/28          | "B.U.T."                                                  | TVXQ                                             | Tone                                                 | Antwann Frost, Ryan S. Jhun |      |      |      |
| 2012           |                                                           |                                                  |                                                      | |      |      |      |
| 01/30          | "What Is Love"                                            | EXO                                              | Mama                                                 | Teddy Riley, Dom, Richard Garcia |      |      |      |
| 03/09          | "History"                                                 | EXO                                              | Mama                                                 | Mikkel Remee Sigvardt, Thomas Troelsen                                                                                                   |      |      |      |
| 04/08          | "Mama"                                                    | EXO                                              | Mama                                                 | |      |      |      |
| 07/04          | "From U"                                                  | Super Junior                                     | Sexy, Free & Single                                  | |      |      |      |
| 09/24          | "Catch Me"                                                | TVXQ                                             | Catch Me                                             | |      |      |      |
| 10/31          | "Maxstep"                                                 | Younique Unit                                    | PYL Younique Volume 1                                | |      |      |      |
| 2013           |                                                           |                                                  |                                                      | |      |      |      |
| 01/01          | "I GOT A BOY"                                             | Girls' Generation                                | I Got a Boy                                          | Will Simms, Anne Judith Wik, Sarah Lundback                                                                                              |      |      |      |
| 01/16          | "Catch Me"                                                | TVXQ                                             | TIME                                                 | |      |      |      |
| 2014           |                                                           |                                                  |                                                      | |      |      |      |
| 01/06          | "Something"                                               | TVXQ                                             | TENSE                                                | |      |      |      |
| 02/27          | "Spellbound"                                              | TVXQ                                             | Spellbound                                           | |      |      |      |
| 12/22          | "Tell Me What Is Love (D.O.)"                             | EXO                                              | Exology Chapter 1: The Lost Planet                   | |      |      |      |
| 2015           |                                                           |                                                  |                                                      | |      |      |      |
| 07/20          | "너는 내꺼 (Top of The World)"                            | TVXQ                                             | Rise as God                                          | |      |      |      |
| 2016           |                                                           |                                                  |                                                      | |      |      |      |
| 01/20          | "One Day One Chance"                                      | Max Changmin, f(Luna), Suho, Key, Xiumin, Jo Eun | School OZ – Hologram Musical O.S.T                   | Nermin Harambasic, Robin Jenssen ,Ronny Svendsen, Anne Judith Wik                                                                        |      |      |      |
| 02/18          | "Tell Me (What Is Love)"                                  | Yoo, Young Jin x D.O.                            | S.M. Station Season 1                                | |      |      |      |
| 11/15          | "Tell Me What To Do"                                      | SHINee                                           | 1 and 1                                              | Mike Daley ,Mitchell Owens ,Dewain Whitmore, Patrick `J. Que` Smith                                                                      |      |      |      |
| 11/27          | "Love [story]"                                            | S.E.S                                            | S.M. Station Season 1 / Remember                     | |      |      |      |
| 2017           |                                                           |                                                  |                                                      | |      |      |      |
| 01/02          | "한 폭의 그림 (Paradise)"                                 | S.E.S                                            | Remember                                             | Mike Daley, Mitchell Owens |      |      |      |
| 08/05          | "함께 (Cure)"                                             | Yoo Young-jin x Taeyong                          | S.M. Station Season 2                                | Yoo Han-jin |      |      |      |
| 09/25          | "Drop"                                                    | U-know Yunho                                     | S.M. Station Season 2                                | — |      |      |      |
| 12/27          | "Dear My Family"                                          | SMTOWN                                           | S.M. Station Season 2                                | Yoo Han-jin, Yoo Chang-young |      |      |      |
| 2018           |                                                           |                                                  |                                                      | |      |      |      |
| 01/29          | "Bad Boy"                                                 | Red Velvet                                       | The Perfect Red Velvet                               | Maxx Song, The Stereotypes, whitney Phillips                                                                                             |      |      |      |
| 02/20          | "EVERYBODY KNOWS"                                         | BoA                                              | One Shot, Two Shot                                   | Afshin Salmani, Josh Cumbee, Sara Forsberg                                                                                               |      |      |      |
| 02/20          | "내가 돌아 (NEGA DOLA)"                                   | BoA                                              | One Shot, Two Shot                                   | Devine Channel, Ryan Henderson, Richard Beynon, Aurora Pfeiffer, Lena Leon                                                               |      |      |      |
| 03/14          | "BOSS"                                                    | NCT U                                            | NCT 2018 Empathy                                     | Mike Daley, Mitchell Owens, Tiffany Fred, Patrick 'J. Que' Smith                                                                         |      |      |      |
| 03/14          | "Baby Don't Stop"                                         | NCT U                                            | NCT 2018 Empathy                                     | Matt Schwartz, Paul Harris, Little Nikki, Ryan S. Jhun                                                                                   |      |      |      |
| 03/14          | "GO"                                                      | NCT Dream                                        | NCT 2018 Empathy                                     | The Stereotypes, Tiffany Fred, Sophiya, Distract                                                                                         |      |      |      |
| 03/14          | "OUTRO: VISION"                                           | NCT U                                            | NCT 2018 Empathy                                     | — |      |      |      |
| 03/28          | "운명 (The Chance of Love)"                               | TVXQ                                             | New Chapter No. 1: The Chance of Love                | Jihad Rahmouni, Lorenzo Fragola, Haris Alagic                                                                                            |      |      |      |
| 04/10          | "花요일 (Blooming Day)"                                   | Exo-CBX                                          | Blooming Days                                        | Steve Manovski , Jenson Vaughan , Caroline Ailin , Jordan Croucher                                                                       |      |      |      |
| 04/10          | "Playdate"                                                | Exo-CBX                                          | Blooming Days                                        | Andreas ÖbergY, Martin Kleveland, Ilanguaq David Lumholt                                                                                 |      |      |      |
| 09/10          | "데리러 가 (Good Evening)"                                | Shinee                                           | The Story of Light: Epilogue                         | Chaz Mishan, David Delazyn, Bryan Jackson, Arnold Hennings, Daron Jones, Michael Keith, Quinnes Parker, Marvin Scandrick, Courtney Sills |      |      |      |
| 09/10          | "네가 남겨둔 말 (Our Page)"                               | Shinee                                           | The Story of Light: Epilogue                         | Mike Woods, Kevin White, Andrew Bazzi |      |      |      |
| 09/10          | "I Want You"                                              | Shinee                                           | The Story of Light: Epilogue                         | Mike Woods, Kevin White, Andrew Bazzi, MZMC, Tay Jasper, 에스나 (eSNa)                                                                   |      |      |      |
| 10/12          | "Regular (Korean Ver.)"                                   | NCT 127                                          | Regular-Irregular                                    | Mike Daley, Mitchell Owens, Wilbart 'Vedo' McCoy III, George Kranz                                                                       |      |      |      |
| 11/23          | "Simon Says"                                              | NCT 127                                          | Regulate                                             | 진바이진, Ronny Svendsen, Anne Judith Wik, Bobii Lewis                                                                                   |      |      |      |
| 11/30          | "Butterflies"                                             | Red Velvet                                       | RBB                                                  | Harvey Mason Jr., Michael Wyckoff, Joshua Golden, Patrick 'J. Que' Smith, Dewain Whitmore, Britt Burton                                  |      |      |      |
| 2020           |                                                           |                                                  |                                                      | |      |      |      |
| 11/17          | "Black Mamba"                                             | Aespa                                            | Black Mamba                                          | Omega, Ella Isaacson, Gabriela Geneva (NIIVA), Jordan Reyes, Shaun Lopez, Scott Chesak                                                   |      |      |      |
| 12/01          | "Better"                                                  | BoA                                              | Better                                               | Aston Hardacre, Awa Santesson Sey, Kusi Kwaku                                                                                            |      |      |      |
| 2021           |                                                           |                                                  |                                                      | |      |      |      |
| 02/05          | "Forever"                                                 | Aespa                                            | Forever                                              | — |      |      |      |
| 03/16          | "House Party"                                             | Super Junior                                     | The Renaissance                                      | Christian Fast, Didrik Thott, Sebastian Thott                                                                                            |      |      |      |
| 04/12          | "Atlantis"                                                | Shinee                                           | Atlantis                                             | Matt Thomson, Max Graham, James F. Reynolds, Gabriel Brandes, Britt Pols, Engelina Larsen, 창모                                          |      |      |      |
| 05/10          | "Hot Sauce"                                               | NCT Dream                                        | Hot Sauce                                            | Martin Wave, Tinashe Sibanda, Philip Kembo, Rosina 'Soaky Siren' Russell, John Mitchell, Ninos Hanna                                     |      |      |      |
| 05/17          | "Next Level"                                              | Aespa                                            | Next Level                                           | Mario Marchetti, Adam McInnis, Sophie Curtis                                                                                             |      |      |      |
| 09/17          | "Sticker"                                                 | NCT 127                                          | Sticker                                              | Dem Jointz, Calixte, Prince Chapelle, Ryan S. Jhun                                                                                       |      |      |      |
| 10/05          | "Aenergy"                                                 | Aespa                                            | Savage                                               | Kill Dave, Pat Morrissey, Jess Corazza                                                                                                   |      |      |      |
| 10/05          | "Savage"                                                  | Aespa                                            | Savage                                               | Kirsten Collins, Jia Lih, Hautboi Rich                                                                                                   |      |      |      |
| 2022           |                                                           |                                                  |                                                      | |      |      |      |
| 01/03          | "Step Back"                                               | GOT the beat                                     | Step Back                                            | Dem Jointz, Taylor Monet Parks, Ryan S. Jhun                                                                                             |      |      |      |
| 01/13          | "Fever"                                                   | Max Changmin                                     | Devil                                                | |      |      |      |
| 07/08          | "Girls"                                                   | aespa                                            | Girls                                                | Hanif Sabzevari (Hitmanic), Dennis "DeKo" Kordnejad (Hitmanic), Rodnae "Chikk" Bell, Pontus PJ Ljung, Ryan S. Jhun                       |      |      |      |
| 10/04          | "28 Reasons"                                              | Seulgi                                           | 28 Reasons                                           | Johan Fransson, Henrik Göranson, Sean Kennedy                                                                                            |      |      |      |
| 2023           |                                                           |                                                  |                                                      | |      |      |      |
| 01/16          | "Stamp on It"                                             | Got the Beat                                     | Stamp on It                                          | Dem Jointz, Tayla Parx |      |      |      |

### Viết lời bài hát
| Ngày phát hành | Tên bài hát                                               | Nghệ sĩ             | Tên album                                            |
| -------------- | --------------------------------------------------------- | ------------------- | ---------------------------------------------------- |
| 1996-09-07     | "전사의 후예(폭력시대) (Warrior's Descendant)"            | H.O.T.              | We Hate All Kinds of Violence                        |
| 1996-09-07     | "너는 Fast 나는 Slow (You're Fast I'm Slow)"              | H.O.T.              | We Hate All Kinds of Violence                        |
| 1996-09-07     | "내가 필요할 때 (소년, 소녀 가장에게) (When You Need Me)" | H.O.T.              | We Hate All Kinds of Violence                        |
| 1997-07-11     | "Go! H.O.T!"                                              | H.O.T.              | Wolf and Sheep                                       |
| 1997-07-11     | "늑대와 양 (Wolf and Sheep)"                              | H.O.T.              | Wolf and Sheep                                       |
| 1997-07-11     | "자유롭게 날 수 있도록 (Free to Fly)"                     | H.O.T.              | Wolf and Sheep                                       |
| 1997-07-11     | "We Are the Future"                                       | H.O.T.              | Wolf and Sheep                                       |
| 1997-07-11     | "열등감 (The End of my Inferiority Complex)"              | H.O.T.              | Wolf and Sheep                                       |
| 1997-11-01     | "I'm Your Girl"                                           | S.E.S.              | I'm Your Girl                                        |
| 1997-11-01     | "완전한 이유"                                             | S.E.S.              | S.E.S.                                               |
| 1997-11-01     | "그대의 향기"                                             | S.E.S.              | S.E.S.                                               |
| 1998-05-05     | "해결사 (The Solver)"                                     | Shinhwa             | Resolver                                             |
| 1998-05-05     | "으쌰! 으쌰! (Eusha! Eusha!)"                             | Shinhwa             | Resolver                                             |
| 1998-05-05     | "천일유혼 (Sharing Forever)"                              | Shinhwa             | Resolver                                             |
| 1998-09-09     | "열맞춰! (Line up!)"                                      | H.O.T.              | Resurrection                                         |
| 1998-11-27     | "Shy Boy"                                                 | S.E.S.              | Sea & Eugene & Shoo                                  |
| 1998-11-27     | "Dreams Come True"                                        | S.E.S.              | Sea & Eugene & Shoo                                  |
| 1999-04-04     | "악동보고서 (Yo!)"                                        | Shinhwa             | T.O.P                                                |
| 1999-04-04     | "T.O.P. (Twinkling of Paradise)"                          | Shinhwa             | T.O.P                                                |
| 1999-04-04     | "Iyah!"                                                   | H.O.T.              | Iyah!                                                |
| 1999-04-15     | "The Way That You Like Me"                                | H.O.T.              | Iyah!                                                |
| 1999-11-27     | "Twilight Zone"                                           | S.E.S.              | Love                                                 |
| 1999-11-27     | "Love"                                                    | S.E.S.              | Love                                                 |
| 2000-05-27     | "Only One"                                                | Shinhwa             | Only One                                             |
| 2000-05-27     | "Jam #1"                                                  | Shinhwa             | Only One                                             |
| 2000-05-27     | "너의 결혼식 (Wedding March)"                             | Shinhwa             | Only One                                             |
| 2000-08-25     | "ID; Peace B"                                             | BoA                 | ID; Peace B                                          |
| 2000-12-30     | "Be Natural"                                              | S.E.S.              | A Letter from Greenland                              |
| 2000-12-30     | "I Will..."                                               | S.E.S.              | A Letter from Greenland                              |
| 2001-06-28     | "Hey, Come On!"                                           | Shinhwa             | Hey, Come On!                                        |
| 2001-06-28     | "Wild Eyes"                                               | Shinhwa             | Hey, Come On!                                        |
| 2001-12-04     | "Angel Eyes"                                              | SM Town             | Christmas Winter Vacation in SMTown.com – Angel Eyes |
| 2002-03-13     | "Don't Start Now"                                         | BoA                 | Listen to My Heart                                   |
| 2002-03-29     | "Perfect Man"                                             | Shinhwa             | Perfect Man                                          |
| 2002-12-26     | "중독 (Deep Sorrow)"                                      | Shinhwa             | Wedding                                              |
| 2002-12-26     | "Hiway (Ride With Me)"                                    | Shinhwa             | Wedding                                              |
| 2003-10-01     | "길들이기 (Friend VS Lover)"                              | Dana                | 남겨둔 이야기                                        |
| 2004-10-13     | "Tri-Angle"                                               | TVXQ ft. BoA & TRAX | Tri-Angle                                            |
| 2004-10-13     | "Million Men"                                             | TVXQ                | Tri-Angle                                            |
| 2005-06-23     | "Girls on Top"                                            | BoA                 | Girls on Top                                         |
| 2005-09-05     | "Tonight"                                                 | TVXQ                | Rising Sun                                           |
| 2005-09-05     | "Rising Sun (순수)"                                       | TVXQ                | Rising Sun                                           |
| 2005-09-05     | "Dangerous Mind"                                          | TVXQ                | Rising Sun                                           |
| 2005-12-05     | "Twins (Knock Out)"                                       | Super Junior        | SuperJunior05 (Twins)                                |
| 2006-05-19     | "Scandal" (Korean Version)                                | Kangta & Vanness    | Scandal                                              |
| 2006-05-19     | "Good Vibration" (Korean Version)                         | Kangta & Vanness    | Scandal                                              |
| 2006-06-01     | "동방의 투혼 (Fighting Spirit of Dong Bang)"              | TVXQ                | Fighting Spirit of Dong Bang                         |
| 2006-07-06     | "U"                                                       | Super Junior        | U                                                    |
| 2006-07-28     | "Beautiful Thing"                                         | TVXQ (Xiah Junsu)   | 극장드라마 Vacation OST                              |
| 2006-09-02     | ""O"-正.反.合. ("O"-Jung.Ban.Hap.)"                       | TVXQ                | "O"-Jung.Ban.Hap.                                    |
| 2006-09-02     | "Hey, Girl"                                               | TVXQ                | "O"-Jung.Ban.Hap.                                    |
| 2006-11-03     | "My Everything"                                           | The Grace           | My Everything                                        |
| 2007-05-04     | "女友 (그녀들의 수다) Girlfriends (Their Talking)"        | The Grace           | One More Time, OK?                                   |
| 2007-05-04     | "RENEW"                                                   | The Grace           | One More Time, OK?                                   |
| 2007-09-20     | "Don't Don"                                               | Super Junior        | Don't Don                                            |
| 2007-09-20     | "갈증 (A Man In Love)"                                    | Super Junior        | Don't Don (Repackage)                                |
| 2008-01-15     | "Purple Line"                                             | TVXQ                | Purple Line                                          |
| 2008-03-03     | "Star Wish (I Will)"                                      | Zhang Liyin         | I Will                                               |
| 2008-03-03     | "One More Try"                                            | Zhang Liyin         | I Will                                               |
| 2008-09-26     | "HEY! (Don't Bring Me Down)"                              | TVXQ                | MIROTIC                                              |
| 2008-09-26     | "악녀 (Are You a Good Girl?)"                             | TVXQ                | MIROTIC                                              |
| 2008-10-01     | "The Shinee World (Doo-Bop)"                              | SHINee              | The Shinee World                                     |
| 2008-10-21     | "아.미.고 (Amigo)"                                        | SHINee              | The Shinee World (Repackage)                         |
| 2008-10-21     | "Neo Animyeon Andoeneun Geol (Romantic)"                  | SHINee              | The Shinee World (Repackage)                         |
| 2009-06-22     | "Tell Me Your Wish (Genie)"                               | Girls' Generation   | Tell Me Your Wish (Genie)                            |
| 2009-03-12     | "Sorry, Sorry"                                            | Super Junior        | Sorry, Sorry                                         |
| 2009-09-14     | "Super Girl" (Korean Version)                             | Super Junior-M      | Super Girl                                           |
| 2009-10-22     | "Ring Ding Dong"                                          | SHINee              | 2009, Year of Us                                     |
| 2009-12-14     | "Sorry, Sorry-Answer"                                     | Super Junior        | The 2nd Asia Tour Concert : Super Show 2             |
| 2010-05-03     | "NU 예삐오 (Nu ABO)"                                      | f(x)                | Nu ABO                                               |
| 2010-05-10     | "미인아 (BONAMANA)"                                       | Super Junior        | Bonamana                                             |
| 2010-07-19     | "Lucifer"                                                 | SHINee              | Lucifer                                              |
| 2010-11-29     | "Hot Times"                                               | SM The Ballad       | SM The Ballad Vol. 1                                 |
| 2011-01-11     | "왜 (Keep Your Head Down)"                                | TVXQ                | Keep Your Head Down                                  |
| 2011-01-11     | "Maximum"                                                 | TVXQ                | Keep Your Head Down                                  |
| 2011-03-16     | "이것만은 알고가 독백 (Before U Go – Monologue)"          | TVXQ                | Keep Your Head Down (Repackage)                      |
| 2011-03-16     | "이것만은 알고가 (Before U Go)"                           | TVXQ                | Keep Your Head Down (Repackage)                      |
| 2011-08-01     | "Mr. Simple"                                              | Super Junior        | Mr. Simple                                           |
| 2011-08-01     | "Superman"                                                | Super Junior        | Mr. Simple                                           |
| 2011-10-19     | The Boys (Korean Version)                                 | Girls' Generation   | The Boys                                             |
| 2012-09-24     | "Catch Me"                                                | TVXQ                | "Catch Me"                                           |
| 2012-10-31     | "Maxstep"                                                 | Younique Unit       | PYL Younique Volume 1                                |
| 2013-01-01     | "I GOT A BOY"                                             | Girls' Generation   | I Got a Boy                                          |
| 2014-08-04     | "행복(Happiness)"                                         | Red Velvet          | "행복(Happiness) Digital Single"                     |
| 2018-03-14     | "Boss"                                                    | NCT                 | NCT 2018 Empathy                                     |
| 2018-03-28     | "운명 (The Chance of Love)"                               | TVXQ                | New Chapter No. 1: The Chance of Love                |
| 2018-11-02     | "Tempo"                                                   | EXO                 | Don't Mess Up My Tempo                               |

### Phối nhạc
| Ngày phát hành | Tên bài hát                                                  | Nghệ sĩ        | Tên album                       |      |      |      |      |
| 2000           | 2000                                                         | 2000           | 2000                            | 2000 | 2000 | 2000 | 2000 |
| -------------- | ------------------------------------------------------------ | -------------- | ------------------------------- | ---- | ---- | ---- | ---- |
| 27 tháng 5     | "너의 결혼식 (Wedding March)"                                | Shinhwa        | Only One                        |      |      |      |      |
| 25 tháng 8     | "ID; Peace B"                                                | BoA            | ID; Peace B                     |      |      |      |      |
| 2001           |                                                              |                |                                 |      |      |      |      |
| 28 tháng 6     | "Hey, Come On!"                                              | Shinhwa        | Hey, Come On!                   |      |      |      |      |
| 2002           |                                                              |                |                                 |      |      |      |      |
| 13 tháng 3     | "Don't Start Now"                                            | BoA            | Listen to My Heart              |      |      |      |      |
| 2005           |                                                              |                |                                 |      |      |      |      |
| 23 tháng 6     | "Girls on Top"                                               | BoA            | Girls on Top                    |      |      |      |      |
| 5 tháng 12     | "TWINS (Knock Out)"                                          | Super Junior   | SuperJunior05 (Twins)           |      |      |      |      |
| 2006           |                                                              |                |                                 |      |      |      |      |
| 6 tháng 7      | "U"                                                          | Super Junior   | U                               |      |      |      |      |
| 2 tháng 9      | ""O"-正.反.合. ("O"-Jung.Ban.Hap.)"                          | TVXQ           | "O"-Jung.Ban.Hap.               |      |      |      |      |
| 2008           |                                                              |                |                                 |      |      |      |      |
| 8 tháng 4      | "U"                                                          | Super Junior-M | Me                              |      |      |      |      |
| 23 tháng 5     | "누난 너무 예뻐 (Replay) (Noona, You're So Pretty (Replay))" | SHINee         | Replay (EP)                     |      |      |      |      |
| 29 tháng 11    | "Hot Times"                                                  | SM The Ballad  | SM The Ballad Vol. 1            |      |      |      |      |
| 2011           |                                                              |                |                                 |      |      |      |      |
| 11 tháng 1     | "왜 (Keep Your Head Down)"                                   | TVXQ           | Keep Your Head Down             |      |      |      |      |
| 11 tháng 1     | "Maximum"                                                    | TVXQ           | Keep Your Head Down             |      |      |      |      |
| 16 tháng 3     | "이것만은 알고가 독백 (Before U Go - Monologue)"             | TVXQ           | Keep Your Head Down (Repackage) |      |      |      |      |
| 16 tháng 3     | "이것만은 알고가 (Before U Go)"                              | TVXQ           | Keep Your Head Down (Repackage) |      |      |      |      |
| 1 tháng 8      | "Mr. Simple"                                                 | Super Junior   | Mr. Simple                      |      |      |      |      |
| 1 tháng 8      | "Superman"                                                   | Super Junior   | Mr. Simple (Phiên bản B)        |      |      |      |      |
| 2012           |                                                              |                |                                 |      |      |      |      |
| 30 tháng 1     | "What Is Love"                                               | EXO            | Mama                            |      |      |      |      |
| 9 tháng 3      | "History"                                                    | EXO            | Mama                            |      |      |      |      |
| 8 tháng 4      | "Mama"                                                       | EXO            | Mama                            |      |      |      |      |
| 01 tháng 7     | "From U"                                                     | Super Junior   | Sexy, Free & Single             |      |      |      |      |